# Base aérienne de Makhado
La base aérienne de Makhado, anciennement Air Force Base Louis Trichardt, est une base aérienne de l'armée de l'air sud-africaine. 
C'est la base la plus septentrionale des forces aériennes sud-africaines, située à Louis Trichardt près de la frontière avec le Zimbabwe; mais aussi la plus moderne, connue officieusement sous le nom de Fighter Town.
La devise de la base est Castrum Borealis (la forteresse du nord).

## Unités actuelles
- 2 Squadron SAAF (en) – Escadron de combat
- 85 Combat Flying School SAAF (en)
- 102 Squadron SAAF (en) – Escadron de transport léger (réserve)
- 515 Squadron – Escadron de protection
- 3 Air Servicing Unit – Unité de maintenance

## Historique
La base a été officiellement ouverte le 14 octobre 1987 sous le nom de AFB Louis Trichardt, mais elle a changé de nom pour correspondre à celui de la ville voisine le 7 novembre 2003. La ville a depuis retrouvé son ancien nom, mais le nom de la base reste inchangé.